# Baño térmico
En termodinámica, un baño térmico es un sistema (S) cuya capacidad calorífica es tan grande que, cuando se halla en contacto con un sistema de prueba {\displaystyle (\Sigma )}, la temperatura de (S) permanece constante. Se trata de un sistema ideal que constituye una reserva infinita de energía.

## Justificación
Sea (S) un baño térmico de volumen constante a temperatura {\displaystyle T_{0}}. Si el baño térmico se pone en contacto con el sistema de prueba {\displaystyle (\Sigma )}, y recibe el calor elemental {\displaystyle \delta Q}, la energía interna U del baño térmico varía según:
| {\displaystyle dU\ =\ \delta Q} |

conforme al primer principio de la termodinámica. Si el volumen del baño térmico permanece constante, se cumple:
| {\displaystyle dU\ =\ C_{V}\ dT_{0}} |

donde {\displaystyle C_{V}} es la capacidad calorífica a volumen constante del baño térmico y {\displaystyle dT_{0}} su incremento de temperatura. De la definición capacidad calorífica a volumen constante se obtiene:
| {\displaystyle dT_{0}\ =\ {\frac {\delta Q}{C_{V}}}} |

Por lo tanto, para que el incremento de temperatura del baño térmico sea nulo, la capacidad térmica del baño térmico tiene que ser infinita:
| {\displaystyle C_{V}\ =\ +\ \infty } |

Dado que la capacidad térmica a volumen constante es una magnitud extensiva, el número de moles del baño térmico tiene que ser infinito:
| {\displaystyle n\ =\ {\frac {C_{V}}{C_{V_{m}}}}\ =\ +\ \infty } |

En la práctica, la condición para que un sistema (S) se considere un baño térmico respecto a otro {\displaystyle (\Sigma )}, radica en que el número de moles de (S) sea superior al número de moles de {\displaystyle (\Sigma )} en varios órdenes de magnitud.
| {\displaystyle n_{(S)}\ \gg \ n_{(\Sigma )}} |